# Kirchberg an der Murr
Kirchberg an der Murr è un comune tedesco di 3 690 abitanti, situato nel land del Baden-Württemberg.
Come dice il nome si trova sulle rive della Murr.